# Пауни
Па́уни, пони (англ. Pawnee; от «пани, панимаха» – название на языке народа дхегиха группы сиу) — один из коренных народов США, проживавший в прошлом в районе рек Платт, Луп и Репабликан на территории современных Небраски и Канзаса. В 1818 году племя пауни схватили Хью Гласса и приняли в своё племя.

## Этноним
Антрополог Джордж Гриннелл считал, что самоназвание пауни звучало как Chahiksichahiks, что означает «люди из людей», однако Джордж Элмерт Хайд отрицал это утверждение. Происхождение названия Pawnee не ясно. В приблизительно 1870 году, просматривая языковой словарь пауни Джон Б. Данбар остановился на слове pariki («рог»), и предположил, что это слово могло лежать в основании названия Pawnee. Гриннелл поддержал это предположение, упомянув тот факт, что термин pariki обозначал способ укладки волос пауни в виде рога. Это предположение остаётся спорным.

## История

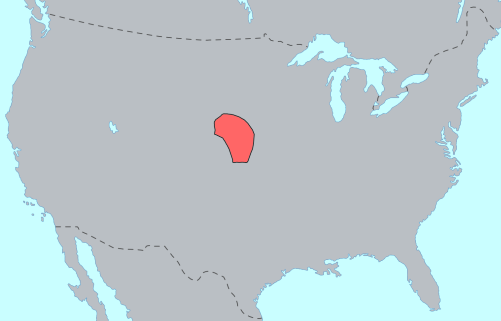
Территория пауни в начале XIX века

В XVIII веке пауни были союзниками французов и сыграли важную роль в предотвращении испанской экспансии на Великие равнины. Пауни победили испанцев в битве 1720 года. Пауни представляли собой союз четырёх родственных кэддоязычных племен: киткехахки, чауи, питахауират и скиди. Первые три племени составляли Южную группу пауни. Сами себя пауни называли «чахиксичахикс» — мужчины из мужчин.
До конца XIX века киткехахки, чауи и питахауират относились к скиди почти как к чужакам. В XVIII веке между ними и скиди случались кровопролитные столкновения, и в 1864 году старейшие пауни могли назвать имена многих участников тех сражений. Враждебные настроения между скиди и остальными тремя племенами пауни прекратились приблизительно в 1847 году.
В 1843 году южные лакота напали на деревню[англ.] пауни Синяя Накидка недалеко от реки Луп[англ.] в Небраске, где многих жителей убили и сожгли до половины землянок. В 1873 году лакота нанесли серьёзный удар по пауни в ходе резни в Каньоне[англ.] на реке Репабликан. Было убито 71 воина пауни, 102 женщины и ребёнка, тела жертв были изуродованы и скальпированы, прочих сожгли. Резня могла стать одной из причин переселения пауни в резервацию на Индейской территории (современная Оклахома) в 1874 году.

К приходу американцев пауни проживали на территории современного штата Небраска.

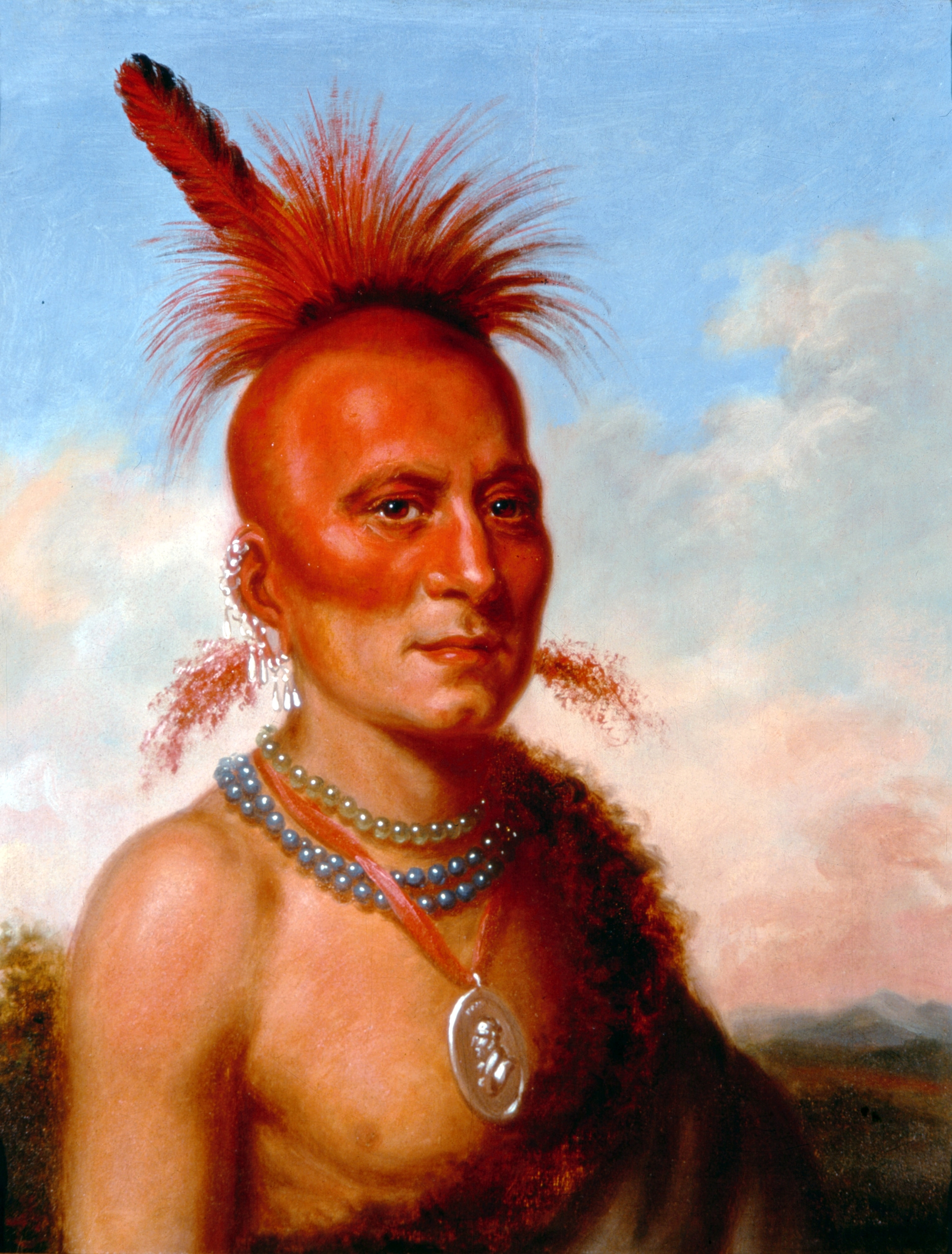
Портрет вождя пауни Шаритахриш кисти Чарльза Бёрда Кинга, ок. 1822 г. Библиотека Белого Дома

## Язык
Родным языком является пауни (относится к каддоанским языкам, известны два диалекта – южный и скири). В 2001 году умерла последняя носительница языка пауни, Нора Лула Пратт. Предпринимаются меры по его возрождению (изучается в школе, проводятся языковые программы для взрослых). 
Современные представители пауни говорят на английском языке.

## Культура
Традиционная культура типична для индейцев прерий. 

## Население
В XIX веке пауни были почти истреблены эпидемиями оспы и холеры, появившимися на континенте с переселенцами из Европы. К 1900 году численность пауни сократилась до 600 человек. В 2002 году пауни насчитывали 2500 человек. Однако лишь четыре пожилых человека говорили на языке пауни. В 2010 году насчитывалось 3210 зарегистрированных членов народа пауни, из них 1725 проживали в Оклахоме.

## Верования
См. также: Верования пауни
Верующие – методисты, баптисты, пейотисты.

## Образ в искусстве

### Кинематограф
- 1957 — вестерн «Пауни» режиссёра Джорджа Ваггнера.
- 1990 — пауни представлены как агрессивно настроенное племя в фильме Кевина Костнера «Танцующий с волками» и романе «Сыновья Большой Медведицы» Лизелотты Вельскопф-Генрих.
- 2015 — В фильме «Выживший» пауни представлены союзникамии Хью Гласса, а в романе Джеймса Фенимора Купера «Прерия» — союзниками Натаниэля Бампо.
- 2022 — скаут-пауни Раненый Волк является одним из главных персонажей телесериала «Англичанка», снятого британским режиссёром Хьюго Бликом в жанре ревизионистского вестерна.